# Ernest William Hobson
Ernest William Hobson FRS (Derby, 27 de outubro de 1856 — 19 de abril de 1933) foi um matemático inglês.
Foi Professor Sadleiriano de Matemática Pura, Universidade de Cambridge, de 1910 a 1931.

## Obras
- A Treatise on Trigonometry, 1891
- Theory of Functions of a Real Variable, 1907
- Squaring the Circle, 1913
- The Domain of Natural Science, 1923 (Gifford Lectures)
- The Theory of Spherical and Ellipsoidal Harmonics, 1931